# Kloster Alsleben

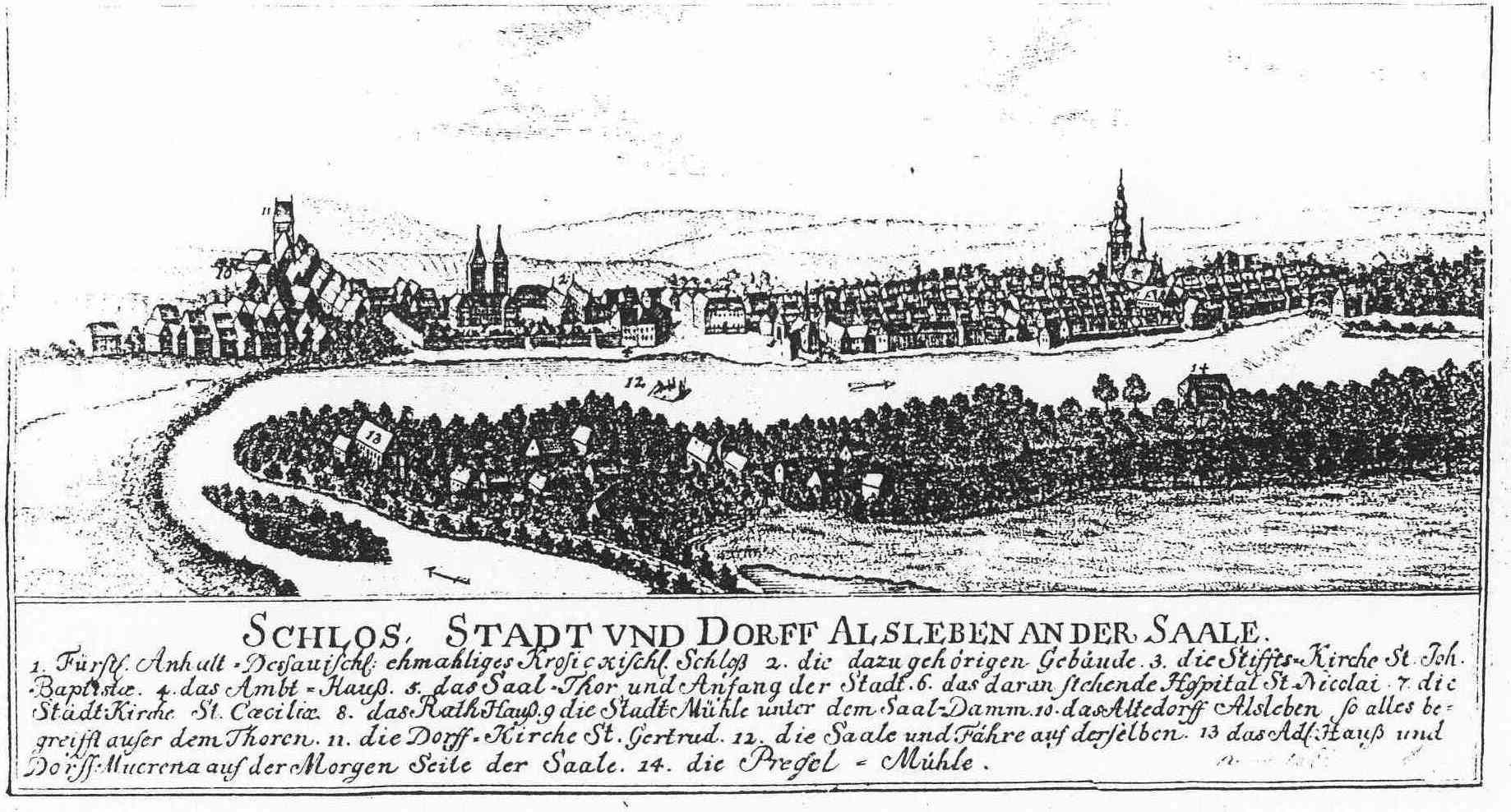
Stiftskirche St. Johannis Baptistae, links auf Schlossberg, Kupferstich in Dreyhaupt, 1750

Das Stift St. Johannes der Täufer (lateinisch Sancti Johannis Baptistae) war ein Kanonissen- und später Kollegiatstift in Alsleben an der Saale im heutigen Sachsen-Anhalt vom 10. bis zum 16. Jahrhundert.

## Lage
Die Stifte lagen in der Burg von Alsleben neben der mittelalterlichen Stadt. Es sind keine größeren baulichen Überreste erhalten.

## Geschichte
Aus der Frühzeit des von Gero Graf von Alsleben und dessen Frau Adela gegründeten Kanonissenstifts sind zwei Urkunden erhalten, und zwar die Bestätigung des Jungfernklosters als reichsunmittelbar vom 20. Mai 979  durch  Kaiser Otto II. und die Bestätigung der Immunität und der Privilegien des Jungfernklosters am 22. März 1003 durch  Heinrich II.
Zwei der Enkeltöchter der Stifter waren später Äbtissinnen dort. 1104 brannte Herzog Lothar von Süpplingenburg bei einem Kriegszug gegen Alsleben das Stift nieder. 1230 wurde es, wie vorher auch schon die Grafschaft Alsleben, dem Erzstift Magdeburg unterstellt. 1441 wurde es letztmals als Nonnenkonvent erwähnt.
1489 wurde erstmals ein Kollegiatstift an der Johanniskirche genannt, das 1561 dem Hochstift Magdeburg eingegliedert und säkularisiert wurde. danach gingen die Anlage und die zugehörigen Güter an die Familie von Krosigk.
1874 wurde die romanische Stiftskirche St. Johannes der Täufer abgerissen (und durch die katholische St. Elisabethkirche ersetzt?).

## Belege
1. ↑  Johann Christoph von Dreyhaupt: Pagus Neletici et Nudzici usw., Emanuel Schneider, Halle 1755, S. 842–43.
2. ↑  Johann Christoph von Dreyhaupt, 1755, ebenda, S. 843–844. (alternativ: Regesta Imperii)